# Korporatismus
Korporatismus (auch Korporativismus; von lateinisch corporativus ‚einen Körper bildend‘) ist ein politikwissenschaftlicher Fachbegriff zur Bezeichnung verschiedener Formen der Beteiligung bestimmter gesellschaftlicher Gruppen an politischen Entscheidungsprozessen. Unterschieden werden zunächst der autoritäre und der liberale Korporatismus. Der autoritäre Korporatismus bezeichnet eine erzwungene Einbindung von wirtschaftlichen oder gesellschaftlichen Gruppen in autoritäre Entscheidungsverfahren, wie sie vorwiegend im Konzept des Ständestaates (Korporationenstaates) vorkommen. Der liberale Korporatismus bezeichnet die freiwillige Beteiligung gesellschaftlicher Organisationen.

## Forschung
Es gibt verschiedene Korporatismustheorien:
- Peter Katzenstein: demokratischer Korporatismus unterscheidet zwischen sozialem und liberalem Korporatismus.[2]
- Philippe C. Schmitter definiert Korporatismus als Strukturprinzip.
- Gerhard Lehmbruch definiert Korporatismus als Modus der Politikabstimmung.
- Die Konzepte von Schmitter und Lehmbruch wurden später zu einem Pluralismus des Korporatismus weiter ausdifferenziert, der sich vielfältig systematisieren lässt.

Da der autoritäre Korporatismus mitunter als nur noch von historischer Bedeutung erscheint, während der liberale Korporatismus viele moderne Ausformungen findet, gilt die frühere konfrontative Gegenüberstellung von Pluralismus versus Korporatismus als überholt. Im Zentrum der aktuellen Forschung stehen die Interessenvermittlungsmodi in politischen Netzwerken und die Multi-Akteur-Modelle politischer Entscheidungen.

## Autoritärer Korporatismus

### Definition
Der autoritäre Korporatismus ist eine von staatlicher oder institutioneller Seite aufgezwungene Form. Seine Merkmale sind eine begrenzte Anzahl gebildeter Zwangsverbände mit verbundener Zwangsmitgliedschaft. Die Arbeit der Verbände ist bereits auf ein fest vordefiniertes „Gemeinwohl“ der Gesellschaft ausgerichtet. Es ergibt sich also nicht wie im Pluralismus aus einem Gruppenkonsens, sondern durch staatliche Festsetzung.

### Beispiele
Autoritäre Formen von Korporatismus findet man vorwiegend im Konzept des Ständestaates (Korporationenstaates), wie es beispielsweise in den streng katholischen und antisozialistischen Regimen des Bundesstaates Österreich, des Franquismus, des Salazarismus und des Estado Novo existierte. Dieser Korporatismus sollte friedlich Reformen zwischen den Ständen an Stelle eines sozialistischen Klassenkampfes oder gar einer kommunistischen Revolution setzen. Zeitweise wurde dieses Konzept auch im faschistischen Italien vor allem von Alfredo Rocco vorangetrieben, der später einen großen politischen Aufstieg verzeichnen konnte. Er ließ die italienische Wirtschaft in 22 Korporationen aufteilen, die alle in der Camera dei Fasci e delle Corporazioni vertreten waren, und redigierte die vom Juristen Carlo Costamagna erarbeitete Carta del Lavoro, die im April 1927 in Kraft trat.

### Vertreter
Julius Evola schrieb über den Korporativismus: „Der Geist des Korporativismus (das politische Bestreben, den Staat durch Schaffung von berufsständischen Verbänden zu erneuern) war im Wesentlichen der einer Arbeitsgemeinschaft und einer schöpferischen Solidarität, deren feste Angelpunkte die Prinzipien der Sachkenntnis, der Qualifikation und der natürlichen Hierarchie waren, wobei sich das Ganze durch aktives Über-der-Person-Stehen, Selbstlosigkeit und Würde auszeichnete. Das alles war bei den mittelalterlichen handwerklichen Korporationen, den Gilden und Zünften, deutlich zu sehen.“
Max Hildebert Boehm vertrat ebenfalls die Idee des Korporativismus, verbunden mit völkischem Denken.
Insbesondere von katholischen Denkern, wie Gilbert Keith Chesterton oder Hilaire Belloc, wurde ab dem späten 19. Jahrhundert die verwandte Idee des korporativen Distributismus geprägte, welche den Begriff in den USA der 1930er Jahre anhand vieler Essays mit anderen Autoren vor allem in der American Review erörterten. Sie begründeten die meisten ihrer Empfehlungen mit mittelalterlichem Wirtschaften vor der Entwicklung der kapitalistischen Philosophie, wie sie zuerst von Jean Quidort in seiner Hauptschrift Über königliche und päpstliche Gewalt dargelegt wurde. Befeuert wurde die Idee durch päpstliche Lehren, wie die Enzykliken Rerum Novarum (1891) von Papst Leo XIII. (1891) und Quadragesimo anno (1931) von Papst Pius XI. Inwieweit diese als autoritär oder eher liberal einzuordnen sind, ist umstritten.

## Liberaler Korporatismus bzw. Neokorporatismus

### Definition
Der Neokorporatismus oder auch liberaler Korporatismus zeichnet sich insbesondere durch die freiwillige Einbindung wirtschaftlicher oder gesellschaftlicher Verbände aus. Mit dem Begriff liberaler Korporatismus ist konkret eine Austrittsmöglichkeit der Verbandsmitglieder aus der institutionalisierten Kooperation verbunden. Bei Branchenmindestlöhnen werden jedoch auch Verbandslose in eine Kooperation gezwungen, wonach das von den Verbänden beschlossene Mindestentgelt auch für sie gilt.
Die Einbindung erfolgt sowohl hinsichtlich der Formulierung politischer Ziele als auch bei der Entscheidung hierüber sowie bei der Erfüllung staatlicher Aufgaben und Leistungen. Elemente der Interessenvermittlung sind die gegenseitige Information, das Aushandeln multilateraler Vereinbarungen und kontrollierbarer Verpflichtungen, die bei den beteiligten Akteuren ein hohes Maß an Bereitschaft zum Konsens erfordern.
Als praktisches Beispiel eines solchen neuen Korporatismus gilt die von der ersten deutschen Großen Koalition (1966–1969) ins Leben gerufene „konzertierte Aktion“, in der das Verhalten der Gebietskörperschaften, der Arbeitgeberverbände und der Gewerkschaften aufeinander abgestimmt wurde, um gesamtwirtschaftliche Ziele zu verwirklichen. Als Pendant zur „konzertierten Aktion“ in Deutschland fungiert in Österreich die „Sozialpartnerschaft“.

### Beispiele
Für diesen Korporatismustyp gibt es viele Beispiele:
- Den liberalen Korporatismus findet man besonders ausgeprägt in Konkordanzdemokratien vor.
- Eine Form dieses Korporatismus ist der Tripartismus, das heißt in der Abstimmung von Staat, Gewerkschaften und Arbeitgeberverbänden, z. B. Poldermodell, Konzertierte Aktion in der Wirtschaft.
- Ein Beispiel ist auch das österreichische Modell der Sozialpartnerschaft, das ähnlich auch in Deutschland und anderen sozialen Marktwirtschaften verbreitet ist: Die Arbeitgeber und Arbeitnehmer tragen ihre Auseinandersetzungen zum Beispiel über unterschiedliche Lohnforderungen möglichst nicht durch Streik und andere Mittel des Arbeitskampfes aus, sondern versuchen im Interesse der Nationalökonomie (des „Standorts“) möglichst reibungslos zu einer Einigung zu gelangen.
- Der situative Korporatismus bezeichnet korporatistische Arrangements, die über ordnungspolitische Konsensbildung hinaus auch unmittelbare leistungspolitische Relevanz haben, z. B. der technischen Normung, der beruflichen Bildung oder der Gesundheitspolitik (z. B. Konzertierte Aktion im Gesundheitswesen). Deren Nutzung ist wesentliches Merkmal moderner Technologie-, Standort- und Strukturpolitik.
- Im Rahmen des Subsidiaritätsgedankens wird auf die selbstregulierende und staatsentlastende Funktion korporatistischer Netzwerke zurückgegriffen. Durch die Übertragung quasi-öffentlicher Funktionen auf Interessengruppen wird so die ordnungspolitische Strategie einer Verschlankung des Staates verfolgt.
- In der Idee des Distributismus als ökonomische Philosophie in Opposition zu den Wirtschaftssystemen des Kapitalismus und des Sozialismus finden sich ebenso Ansätze von Korporatismus.

### Geschichte
Während die Ideengeschichte des Korporatismus bis in die Anfänge der Industriellen Revolution zurückreicht, sind tatsächliche korporatistische Praktiken erst später anzutreffen. Sie benötigen insbesondere eine Institutionalisierung, entweder durch Selbstorganisation der Unternehmen und Gewerkschaften (z. B. Arbeitgeberverbände), oder aber durch staatlich bereitgestellte bzw. erzwungene Institutionen (z. B. Betriebsrat). Als Ursprung einer sozialpartnerschaftlichen oder korporatistischen Tradition in Deutschland gilt oft der Erste Weltkrieg. Hier verzichteten zunächst die Gewerkschaften mit der Politik des Burgfrieden freiwillig auf Streiks, seit 1916 wurde dies durch das Vaterländische Hilfsdienstgesetz institutionalisiert. Im Stinnes-Legien-Abkommen wurde schließlich 1918 die Zusammenarbeit von Unternehmen und Gewerkschaften in Arbeitsgemeinschaften festgelegt – die Gewerkschaften verzichteten auf ein Vorantreiben der Revolution und erhielten dafür Zusagen über den Achtstundentag. In Anlehnung an das Abkommen feierten DGB und Arbeitgeberverbände 2018 „100 Jahre Sozialpartnerschaft“. Gegen diese Erzählung einer langen Traditionslinie spricht allerdings die Tatsache, dass schon 1924 der Achtstundentag in Deutschland in fast allen Branchen wieder aufgehoben und sogar das Tarifvertragswesen nur durch staatliche Zwangsschlichtungen aufrechterhalten wurde. Das Verbot aller freien, liberalen und christlichen Gewerkschaften 1933 beendete alle Anläufe für einen liberalen Korporatismus – eine freiwillige Sozialpartnerschaft hat sich in Deutschland also erst nach 1945 eingespielt.
In Großbritannien dagegen kam ein solches sozialpartnerschaftliches Arrangement nie zustande – obwohl es auch hier im Ersten Weltkrieg eine Verständigung von Arbeit und Kapital gegeben hatte, und obwohl auch hier in den 1960ern seitens des Staates und noch einmal in den 1990ern durch die Gewerkschaften selbst sozialpartnerschaftliche Anläufe unternommen wurden.

### Beurteilung
Von Vorteil innerhalb des Neokorporatismus erweist sich in erster Linie die gesteigerte Regierbarkeit. Ein Staat kann ohne Informationen aus Wirtschaft und Gesellschaft nur schlecht auf gesellschaftliche Entwicklungen reagieren und ist somit auf die Informationen aus Interessenvertretungen angewiesen. Es kommt also zu einer Entlastung staatlicher Behörden bzw. Ministerien, da die Interessenverbände ihr Wissen zur Verfügung stellen. Des Weiteren treten Verbände innerhalb ihrer Aufgabenfelder als gemeinwohlorientierte Steuerungsinstanzen auf. Trotzdem besteht eine Tendenz zur Institutionalisierung, eine Eigenschaft des Delegationsprinzips. In der Folge zeigt sich Korporatismus als Mechanismus, der ursprünglich als Vertreter von Interessen bestimmte Delegierte dazu bringt, sich mehr am Verhandlungserfolg mit den Korporierten der Verhandlungsgegner zu orientieren als an der Vertretung seiner Basis.
Als ein erheblicher Nachteil erweisen sich die Gefahr der „Gefangennahme“ staatlicher Behörden sowie der Prozess der „Deparlamentarisierung“ – ein Prozess, der die Arbeit von Interessen allein nur noch auf die Exekutive verlagert und das Parlament zu umgehen scheint. Ziel ist es dabei, bereits im Referentenstadium auf einzelne Gesetzesentwürfe einzuwirken. Dies betrifft insbesondere die Interessenarbeit traditioneller Verbände (Gewerkschaften und Arbeitgeberverbände) innerhalb der Wirtschaftspolitik. Es besteht also die reale Gefahr, dass es lediglich zur Erfüllung eines partikularen Gemeinwohls zu Gunsten organisierter Spitzenverbände kommt. Wirtschaftsliberale sehen den Korporatismus als ineffizient an, wenn staatlich geschützte Kartelle entstehen, weil dann Wohlfahrtsverluste entstünden.